# Freibergs
Freibergs ist ein lettischer Familienname.

## Herkunft und Bedeutung
Freibergs ist die lettische Variante des deutschen Familiennamens Freiberg und somit ein Herkunftsname für diejenigen, die aus einem Ort namens Freyberg oder Freiberg stammen.

## Varianten
- Freiberg, Freyberg, Freiberger, Freyberger

## Namensträger
- Ralfs Freibergs (* 1991), lettischer Eishockeyspieler
- Romans Freibergs (1901–1931), lettischer Fußballspieler